# Skogsömonument

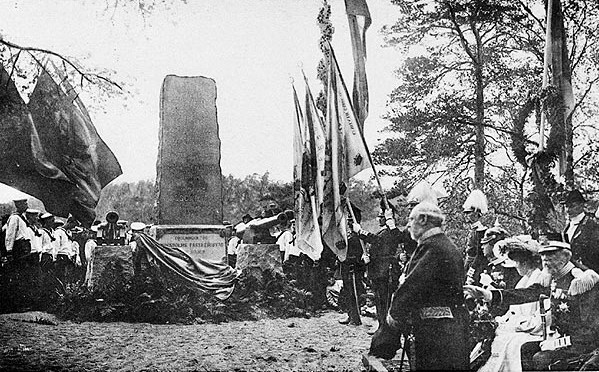
Einweihung 1905

Das Skogsömonument ist ein Denkmal, um das Andenken an das Gefecht bei Södra Stäket im Gedächtnis der Schweden zu bewahren. Es steht auf der Halbinsel Skogsö in der Nähe der Stadt Saltsjöbaden. Das Monument befindet sich im heutigen Naturreservat Skogsö. Die zum Denkmal hinführende Straße trägt ebenfalls den Namen des Denkmals.

## Geschichte
Das Skogsömonument wurde 1905 von der Föreningen för Stockholms fasta försvar (ungefähr: Gesellschaft für Stockholms dauerhafte Verteidigung) errichtet. Es wurde am 8. Juli 1905 in Anwesenheit des schwedischen Königs Oskar II. eingeweiht.
Das Denkmal steht auf einer Klippe an der Südseite der Bucht von Baggensstäket. Es besteht aus einem vier Meter hohen und einem Meter breiten Stein aus rotem, grobkörnigem Granit. Auf dem ebenfalls aus Granit bestehenden Sockel wird der Gedenkstein von zwei eisernen Kanonen flankiert. Bei der Enthüllung des Denkmals im Jahre 1905 zeigten die beiden Kanonen nach Osten. In der Folge wurden sie nach Westen ausgerichtet.

## Inschrift

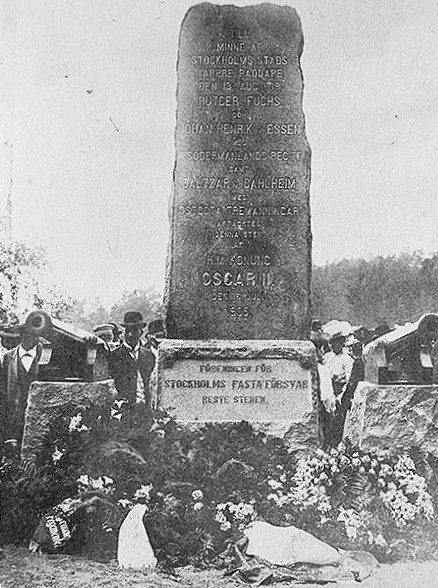
Rückansicht mit Inschrift 1905

Auf der zur Bucht liegenden Seite steht der Schriftzug Med Gud till seger (Mit Gott zum Sieg).
Auf der Rückseite steht:
Till minne af

Stockholms stads tappre räddare

den 13 augusti 1719

Rutger Fuchs och

Johan Henrik v. Essen med

K. Södermanlands Reg:te samt

Baltzar v. Dahlheim med

Östgöta Tremänningar

Aftäcktes denna sten af

H.M. Konung Oscar II

Übersetzung ins Deutsche: In Erinnerung an die tapferen Retter von Stockholm am 13. August 1719 Rutger Fuchs und Johan Henrik von Essen. Kommandanten des Södermanland Regiment. Baltzar von Dahlheim mit Östgöta Tremänning Regiment. Aufstellung des Steines durch Seine Majestät König Oskar II. am 8. Juli 1905

## Bilder des Denkmals

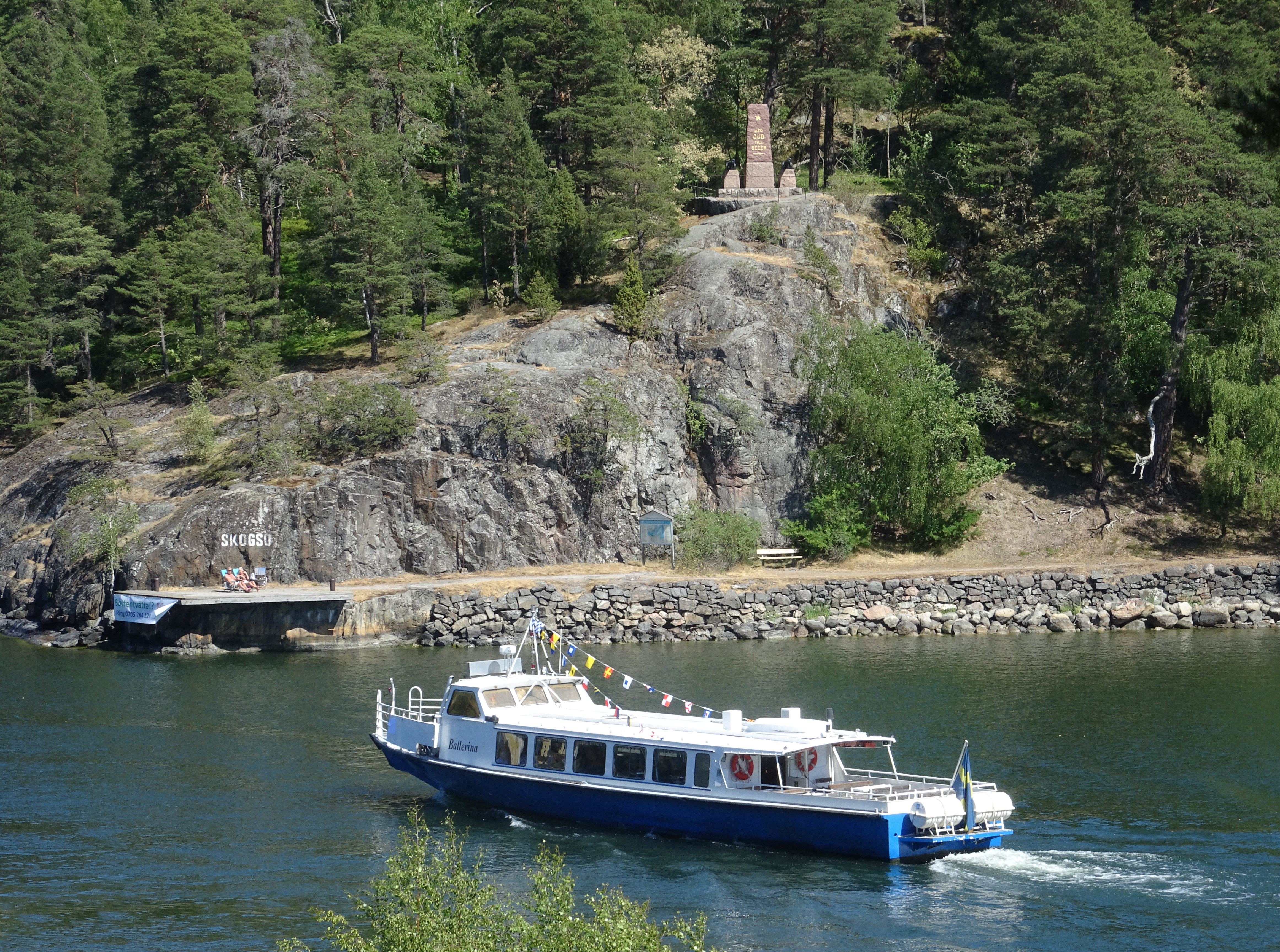
Blick über Baggensstäket
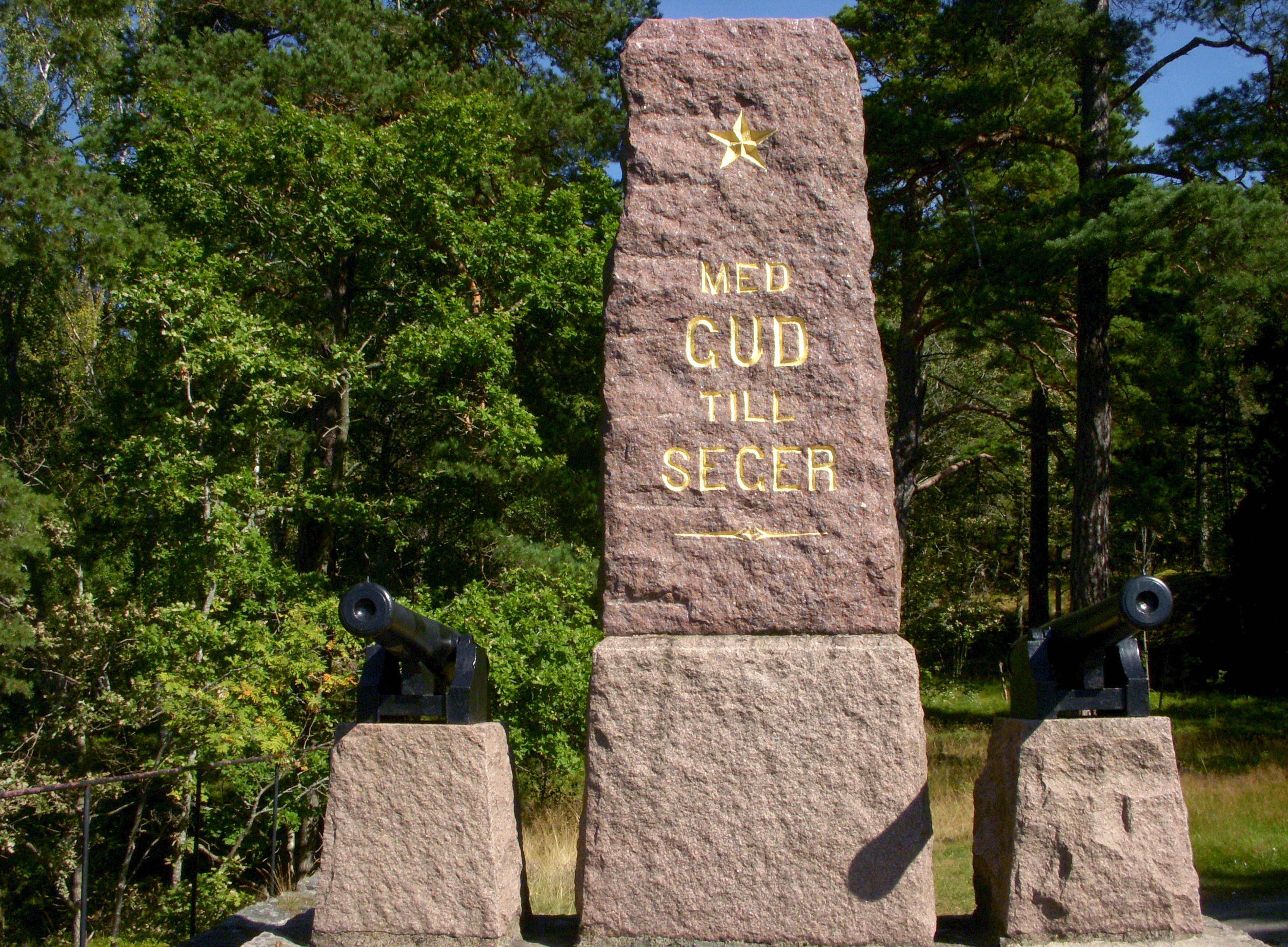
Vorderseite
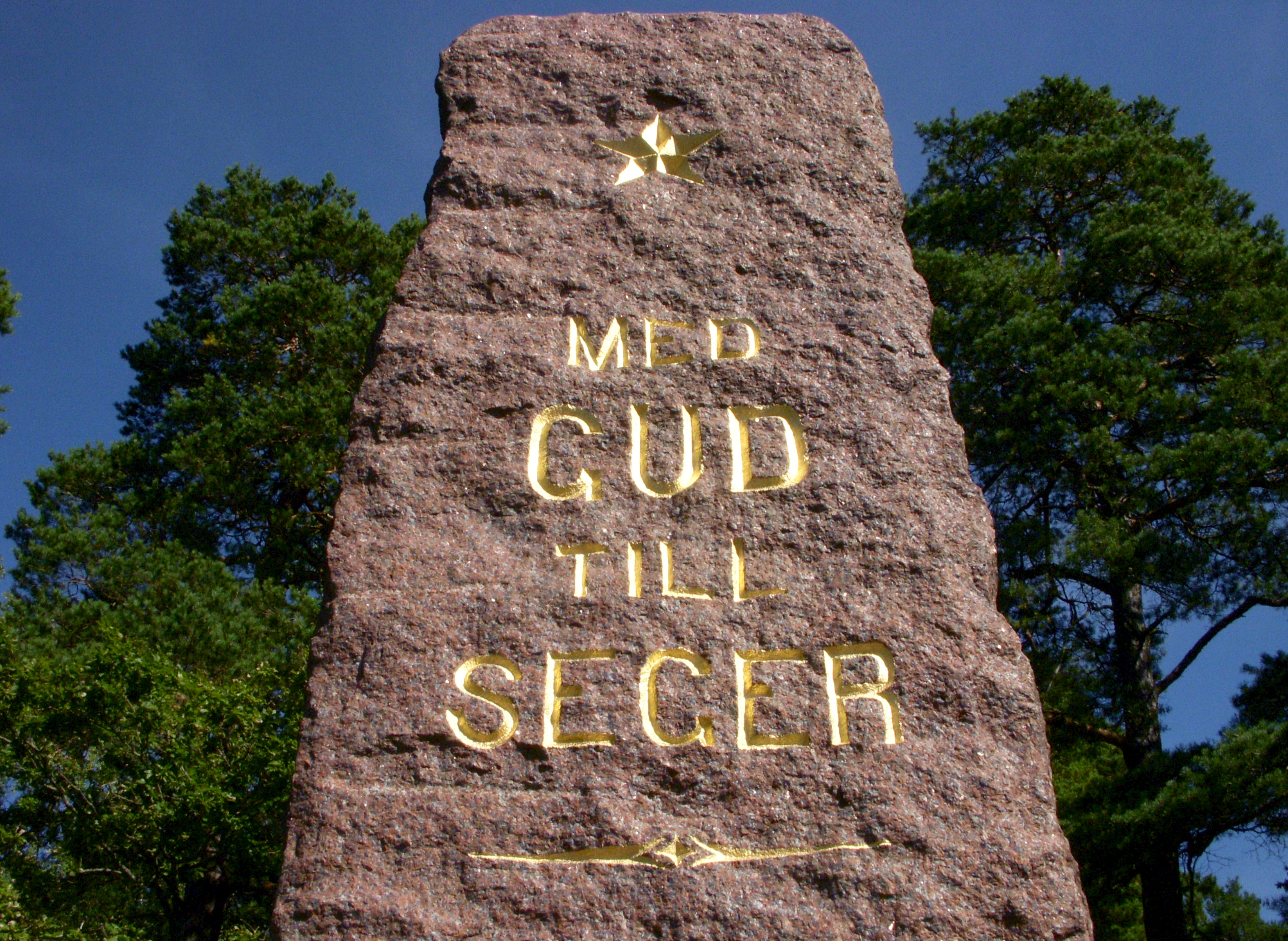
"Med Gud till seger"
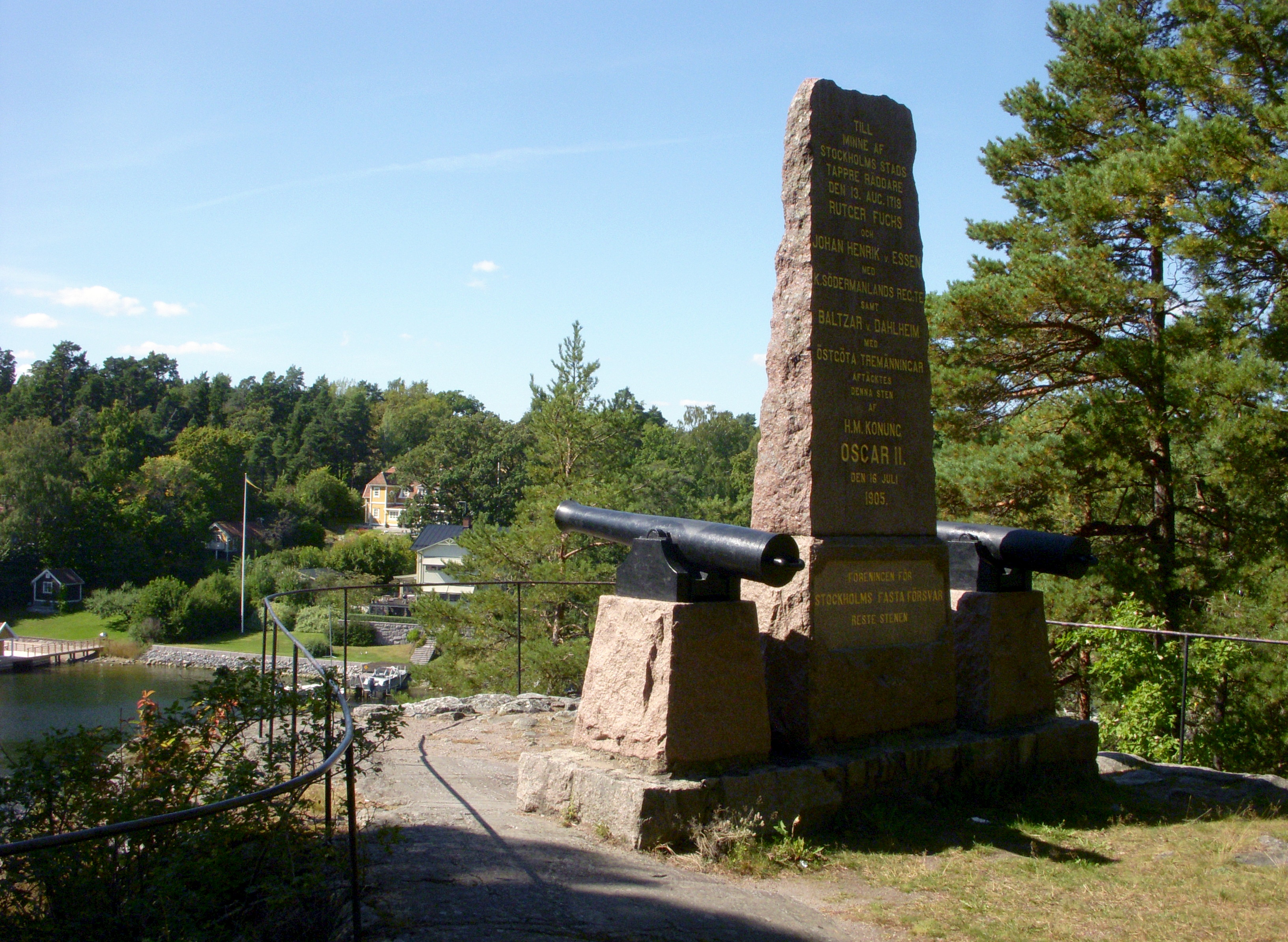
Rückseite
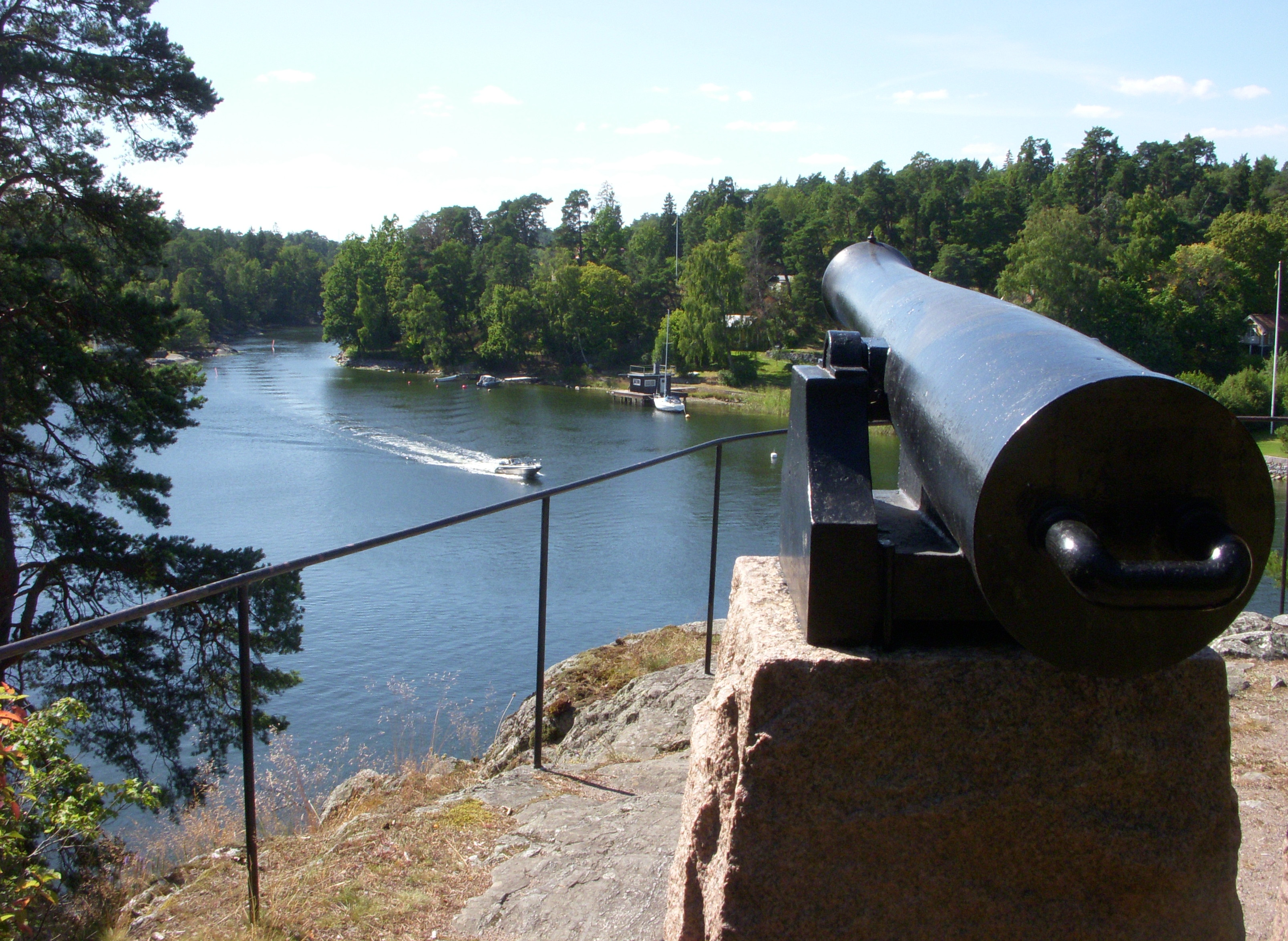
Kanone Richtung Baggensstäket